# (265) Anna
(265) Anna est un astéroïde de la ceinture principale découvert par Johann Palisa le 25 février 1887.

## Nom
Anny Weiss est la petite fille de Edmund Weiss.